# La Tribu (série télévisée, 2023)
Pour les articles homonymes, voir Tribu.
Production
Diffusion
La Tribu est une série télévisée franco-belge réalisée par Nadine Loisal et Patrick Cassir. Manon Dillys en a dirigé l'écriture en collaboration avec Éliane Vigneron et s'est entourée des scénaristes Thierry Gaudin, Anaïs Carpita, Clémence Dargent, Thomas Mansuy et Éliane Montane pour écrire les scénarios. La série est diffusée pour la première fois en Belgique à partir du 5 décembre 2023 sur La Une et en France à partir du 5 février 2024 sur TF1.
Cette fiction, qui est une coproduction de Mother Production, Federation Studio France, TF1, Be-FILMS et la RTBF (télévision belge), est une adaptation de la série originale suédoise Bonusfamiljen (Notre grande famille),,,,.

## Synopsis
Camille, Martin et leurs enfants respectifs forment une famille recomposée dont le quotidien déjà très agité est rendu encore plus compliqué par les interactions avec leurs ex (Franck et Alexandra) et leurs parents.
Le tout, complété par la sœur de Camille, la mère de Franck et sa compagne ainsi que les conquêtes de Franck et Alexandra, forme une véritable tribu à la vie tumultueuse.

## Distribution
- Alix Poisson : Camille Journeux
- Jonathan Zaccaï : Martin Delaunay

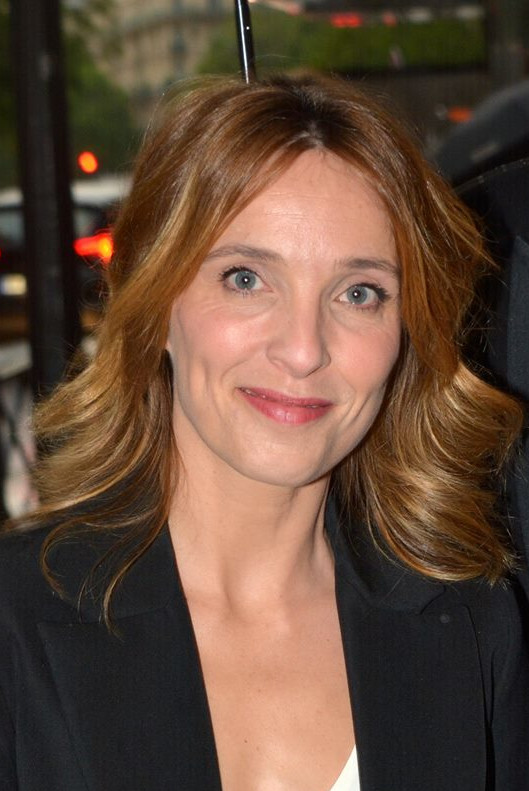
Alix Poisson.

- Maxence Tual : Franck Razowski, l'ex de Camille
- Vanessa David : Alexandra Chavanel, l'ex de Martin
- Sophie-Marie Larrouy : Jeanne Journeux, la sœur de Camille
- Clotilde Mollet : Rose, la mère de Franck
- Juliette Plumecocq-Mech : Colette, la compagne de Rose
- Francis Huster : le père de Martin
- Capucine Malarre : Morgane Razowski, fille de Camille et Franck
- Ilan Debrabant : Léo Razowski, fils de Camille et Franck
- Joy Souque : Mila Razowski, fille de Camille et Franck
- Esteban Azuara Eymard : Raphaël Delaunay, fils de Martin et Alexandra
- Mhamed Arezki : Sofiane Ghazi, le collègue d'Alexandra Chavanel
- Robert Plagnol : Hippolyte Granger, le patron d'Alexandra Chavanel
- Clara Joly : Jennifer, la petite amie de Franck
- Joséphine Draï : Amélie, la voisine de Rose
- Tristan Lopin : Anthony, le collègue de Franck chez Bricobis
- Anicia Mendes : Mélissa
- Arthur Cresp : Mateus Branco, le copain de Morgane
- Alan Castelo : Esteban Branco, le père de Mateus
- Aline Borsari : Rafaela Branco, la mère de Mateus
- Juliette Navis : Dr Thevenon, la gynécologue

## Production

### Genèse et développement
La série est adaptée par Manon Dillys en collaboration avec Éliane Vigneron, et réalisée par Nadine Loisal (épisodes 1 à 3) et Patrick Cassir (épisodes 4 à 6),,,.

### Tournage
Le tournage de la série a lieu à partir du 19 avril 2023 en Île-de-France,,,.

### Fiche technique
Sauf indication contraire, les informations mentionnées dans cette section peuvent être confirmées par les bases de données cinématographiques IMDb et Allociné,  présentes dans la section « Liens externes ».
- Titre français : La Tribu
- Genre : Comédie familiale, dramédie[4],[7],[9]
- Production : Harold Valentin, Simon Trouillaud, Thierry Sorel[6]
- Sociétés de production : Mother Production, Federation Studio France, TF1, Be-FILMS et la RTBF[2],[3],[6]
- Réalisation : Nadine Loisal (épisodes 1 à 3) et Patrick Cassir (épisodes 4 à 6)[2],[10],[11]
- Direction d'écriture : Manon Dillys, en collaboration avec Eliane Vigneron
- Scénario : Manon Dillys, Eliane Vigneron, Thierry Gaudin, Anaïs Carpita, Clémence Dargent, Thomas Mansuy, Eliane Montane[3],[4],[7],[6]
- Musique : Matei Bratescot[6]
- Décors : Pierre du Boisberranger
- Costumes : Anne-Laure Nicolas
- Photographie : Paul Morin (épisodes 1 à 3) et Simon Blanchard (épisodes 4 à 6)
- Son : Hyacinthe Lapin
- Montage : Olga Pénot
- Directeur de production : Stephane Bourgine
- Pays de production :  France /  Belgique
- Langue originale : français
- Format : couleur
- Nombre de saisons : 1
- Nombre d'épisodes[3],[7] : 6
- Durée : 52 minutes[3],[7]
- Dates de première diffusion :
  - Belgique : 5 décembre 2023 sur La Une[9]
  - France : 5 février 2024 sur TF1[12]

## Épisodes
1. Fête des gosses !
2. Adam, Ève… et Kylian
3. Demi-frères ennemis
4. Sexe, drague et heure de colle
5. Mon beau-père et moi
6. Petit divorce entre amis

## Accueil

### Audiences et diffusion

#### En Belgique
En Belgique, la série est diffusée les mardis vers 20 h 25 sur La Une par salve de deux épisodes du 5 au 19 décembre 2023.
| Épisode              | Diffusion              | Diffusion            | Audience moyenne          | Audience moyenne | Réf.   |
| Épisode              | Jour                   | Horaire              | Nombre de téléspectateurs | Classement       | Réf.   |
| -------------------- | ---------------------- | -------------------- | ------------------------- | ---------------- | ------ |
| 1                    | Mardi 5 décembre 2023  | 20 h 25 - 21 h 25    | 256 057                   | 2e               | [ 13 ] |
| 2                    | Mardi 5 décembre 2023  | 21 h 25 - 22 h 25    | 256 057                   | 2e               | [ 13 ] |
| 3                    | Mardi 12 décembre 2023 | 20 h 25 - 21 h 25    | 188 270                   | 2e               | [ 14 ] |
| 4                    | Mardi 12 décembre 2023 | 21 h 25 - 22 h 25    | 188 270                   | 2e               | [ 14 ] |
| 5                    | Mardi 19 décembre 2023 | 20 h 25 - 21 h 25    | 207 650                   | 2e               | [ 15 ] |
| 6                    | Mardi 19 décembre 2023 | 21 h 25 - 22 h 25    | 207 650                   | 2e               | [ 15 ] |
|                      |                        |                      |                           |                  |        |
| Moyenne de la saison | Moyenne de la saison   | Moyenne de la saison | 217 325                   | 2e               |        |

- Les plus hauts chiffres d'audience
- Les plus bas chiffres d'audience

#### En France
En France, la série est diffusée les lundis vers 21 h 10 sur TF1 par salve de deux épisodes du 5 au 19 février 2024.
| Épisode              | Diffusion             | Diffusion            | Audience moyenne          | Audience moyenne                       | Audience moyenne         | Audience moyenne | Réf.   |
| Épisode              | Jour                  | Horaire              | Nombre de téléspectateurs | Part de marché (sur les 4 ans et plus) | Part de marché (FRDA-50) | Classement       | Réf.   |
| -------------------- | --------------------- | -------------------- | ------------------------- | -------------------------------------- | ------------------------ | ---------------- | ------ |
| 1                    | Lundi 5 février 2024  | 21 h 14 - 22 h 14    | 3 240 000                 | 16,7 %                                 | 19,4 %                   | 1er              | [ 16 ] |
| 2                    | Lundi 5 février 2024  | 22 h 20 - 23 h 18    | 2 620 000                 | 17,8 %                                 | 20 %                     | 1er              | [ 16 ] |
| 3                    | Lundi 12 février 2024 | 21 h 14 - 22 h 10    | 2 150 000                 | 10,9 %                                 | 13,1 %                   | 2e               | [ 17 ] |
| 4                    | Lundi 12 février 2024 | 22 h 17 - 23 h 15    | 1 880 000                 | 12,8 %                                 | 15,2 %                   | 3e               | [ 17 ] |
| 5                    | Lundi 19 février 2024 | 21 h 15 - 22 h 13    | 2 080 000                 | 10,4 %                                 | 12,6 %                   | 3e               | [ 18 ] |
| 6                    | Lundi 19 février 2024 | 22 h 20 - 23 h 18    | 1 750 000                 | 12,2 %                                 | 13,8 %                   | 4e               | [ 18 ] |
|                      |                       |                      |                           |                                        |                          |                  |        |
| Moyenne de la saison | Moyenne de la saison  | Moyenne de la saison | 2 290 000                 | 13,5 %                                 | 15,7 %                   |                  | [ 19 ] |

- Les plus hauts chiffres d'audience
- Les plus bas chiffres d'audience

### Accueil critique
Pour Noémie Jadoulle de la RTBF, La Tribu est une série « au casting réjouissant (Jonathan Zaccaï, Alix Poisson…) et aux personnages terriblement attachants ». Elle ajoute : « On rit des situations gênantes, on s'attache à cette tribu bordélique et on pleure quand le drame surgit dans leurs vies […] Fantasmer la famille recomposée et en faire quelque chose de solaire, drôle et émouvant, c'est là tout le pari (réussi) de La Tribu. ».
Pour Télépro, La Tribu est « une comédie familiale plutôt savoureuse, qui fera sourire dans les familles recomposées ».